# Parque Bustamante
El parque Bustamante es un parque urbano en las comunas de Providencia y Ñuñoa, ubicado en Santiago, Chile.

## Historia y descripción

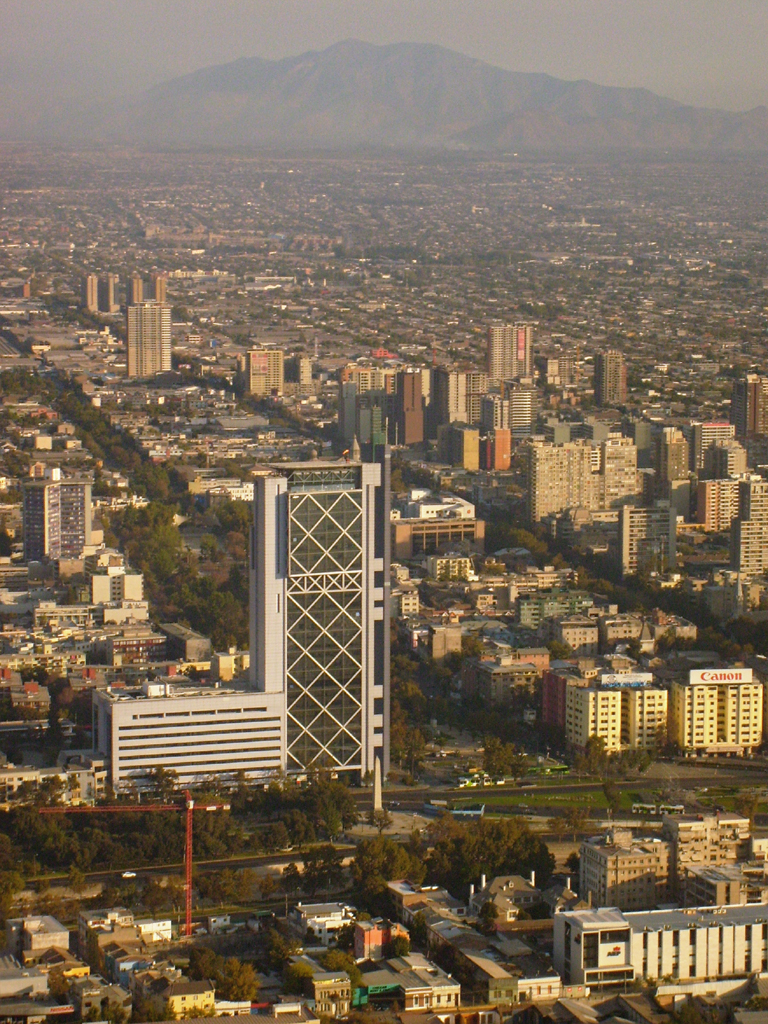
Extensión completa del Parque Bustamente, desde la avenida Providencia entre la ex Torre Telefónica y los edificios Turri, hasta la calle Jofré en el llamado Playground Parquecito tras el Anfiteatro y frente a la Iglesia de Pompeya.

El parque se inicia en la avenida Providencia, justo al sur de la plaza Baquedano, y termina algunos metros después de la calle Jofre; en toda su extensión es bordeado por las calles Ramón Carnicer, en su costado poniente, y la avenida General Bustamante, en su costado oriente. Toma su nombre, al igual que la avenida que la limita al oriente, de José Antonio Bustamante, militar que combatió en las batallas de Chacabuco y Maipú.
Después de que Ramón Carnicer termina, la vía continúa hacia el sur como avenida General Bustamante, dividida por un bandejón central que muchos consideradan una extensión del parque, por lo que se le aplica a éste el mismo nombre. Esa franja entre la calle Marín y la avenida Irarrázaval recibe el nombre de parque San Esteban (o también Esteban I o Rey Esteban).
El parque Bustamante reaparece en la comuna de Ñuñoa, con un tramo al sur del parque San Esteban, ubicado entre la avenida Irarrázaval y la calle Matta Oriente. Bajo toda la extensión del parque Bustamante pasa un tramo de la línea 5 del metro de Santiago; la estación homónima y la estación Irarrázaval son las únicas que se ubican en el parque.
En el sector donde hoy se encuentra el parque, había en el siglo XIX una calle que corría paralela a la avenida Vicuña Mackenna y que desapareció en el año 1894, para dar paso en su lugar al Ferrocarril del Llano de Maipo, que unía Santiago con la entonces apartada Puente Alto. Entre 1905 y 1911 se construyó, frente a la avenida Providencia, la estación Providencia, que fue punta de rieles del Ferrocarril del Llano de Maipo y del de Circunvalación.
El 6 de junio de 1938 se iniciaron las obras de transformación de la avenida General Bustamante, que incluía la construcción de un parque sobre el sector que anteriormente ubicaban las vías férreas. Con el crecimiento de la ciudad, en 1940 se desmanteló el tramo que iba desde la estación Providencia a la de Ñuñoa, debido a que la presencia de la línea ferroviaria dificultaba el desarrollo de ciertos sectores, y para 1943 la primera fue demolida. En los terrenos que dejó el tren se habilitó finalmente el parque, inaugurado en 1945.
El 27 de diciembre de 1947, en el costado norte del parque, casi llegando a la plaza Baquedano, se instaló el monumento a Manuel Rodríguez, obra de la escultora chilena Blanca Merino.
En mayo de 2008 se inaugura el proyecto del arquitecto Germán Bannen: un Café Literario de dos plantas con cafetería, pequeña biblioteca y espacios de lectura, además de vistas panorámicas al parque, con un espejo de agua al costado sur. Las visitas diarias en promedio alcanzan unas 1000 personas. A la entrada del parque el Instituto Chileno-Cubano de Cultura colocó un busto del poeta José Martí; en la inscripción de la placa del pedestal se puede leer la siguiente cita del escritor y héroe cubano: "...Cuando hay muchos hombres sin decoro, hay siempre otros que tienen en sí el decoro de muchos hombres".
Tiempo después, en el lugar donde en los años 1950 había una pileta, se abrió un skatepark en el tramo ubicado entre las avenidas Rancagua y Bilbao. La pista del parque Bustamante (abierta desde las 10 de la mañana hasta las 10 de la noche; gratuito) cuenta con cajas, fierros, quarter y otros obstáculos de concreto, los cuales son rodeados por las famosas guatas; además, tiene baños y agua potable.

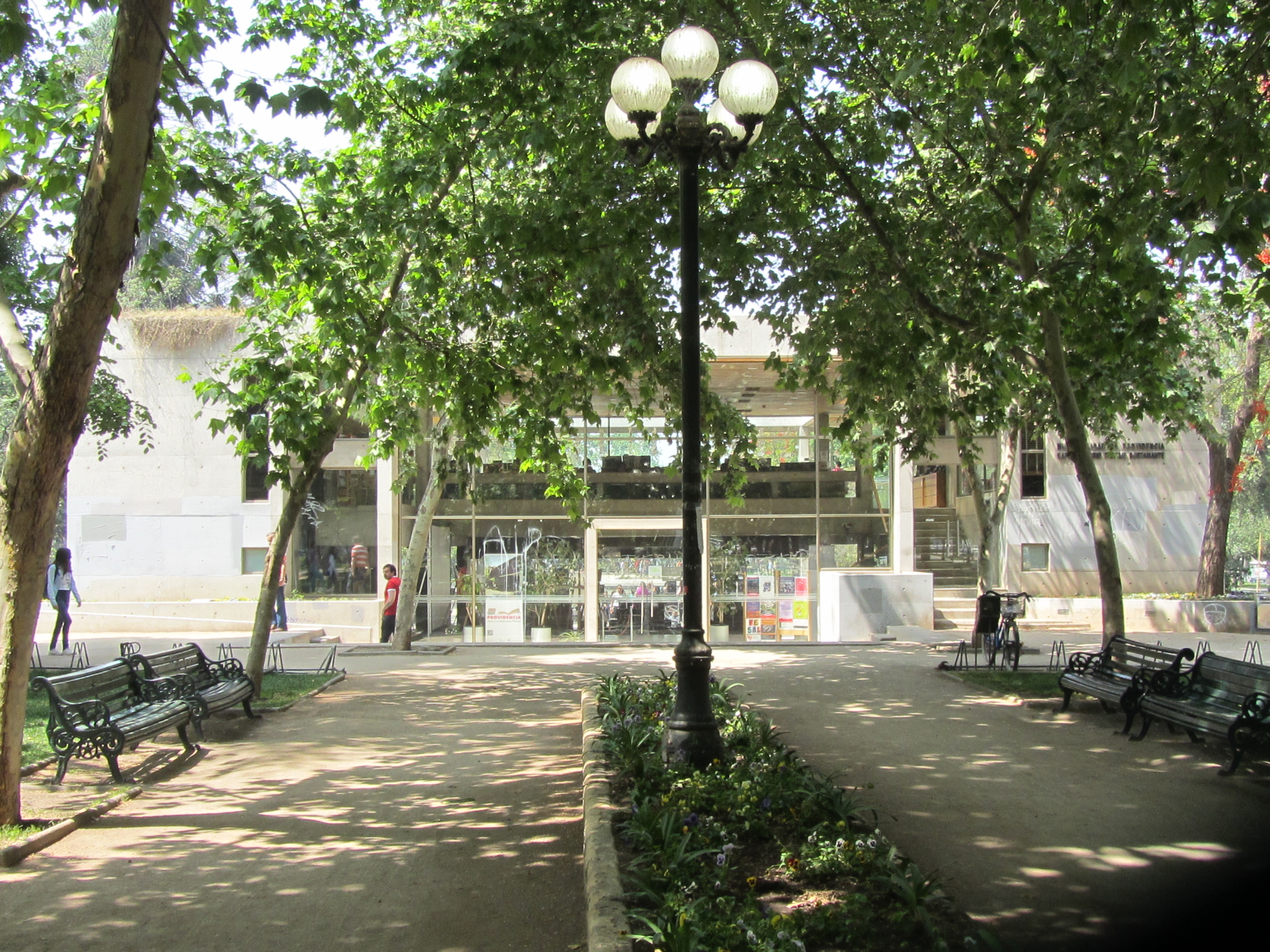
Café Literario Parque Bustamante.

La estación de metro Parque Bustamante es la única ubicada en el parque (línea 5, entre Baquedano y Santa Isabel); inaugurada a  principios de abril de 1997, tiene accesos en la avenida Bilbao a la altura del n.º 80, esquina Ramón Carnicer, y en Carnicer a la altura del n.º 185. En su interior fue instalada, en julio de ese año, la escultura de Pablo Rivera El sitio de las cosas y en 2008 Mono González, uno de los fundadores de la Brigada Ramona Parra, pintó un enorme mural de 223 metros de largo (673 m²).
En el parque Bustamante tradicionalmente, desde 1987, tenía lugar en mayo la Feria Internacional del Libro Infantil y Juvenil (FILIJ), pero su realización ha quedado suspendida debido a falta de recursos de la municipalidad de Providencia; la última ha sido la versión n.º 29, en 2016. La Primavera del Libro, feria de las editoriales chilenas independientes, también ha transcurrido en el parque.
A pocos metros del cruce con Bilbao, frente al Hospital del Trabajador, está el anfiteatro del parque, donde se realizan ferias y espectáculos de diversa índole; durante años se celebró aquí, durante el verano, el Festival de Teatro Chileno de Providencia; el último en este lugar se hizo a comienzos de la primavera de 2014 (después Providencia lo ha organizado principalmente en el Teatro Oriente y, en paralelo, en otros escenarios, como el jardín de las Artes de la Fundación Cultural de la comuna o el parque Inés de Suárez).
En el bandejón central de la avenida Bustamante, concebido como una extensión del parque, se encuentra, esquina con calle Marín, el memorial al cardenal húngaro József Mindszenty, y en el tramo siguiente, conocido como parque San Esteban (en honor al canonizado Esteban I de Hungría, rey del siglo XI), casi al llegar a Santa Isabel, el monumento en memoria del levantamiento del pueblo húngaro en 1956. Es en este lugar donde la comunidad húngara suele realizar actos conmemorativos.

## Galería

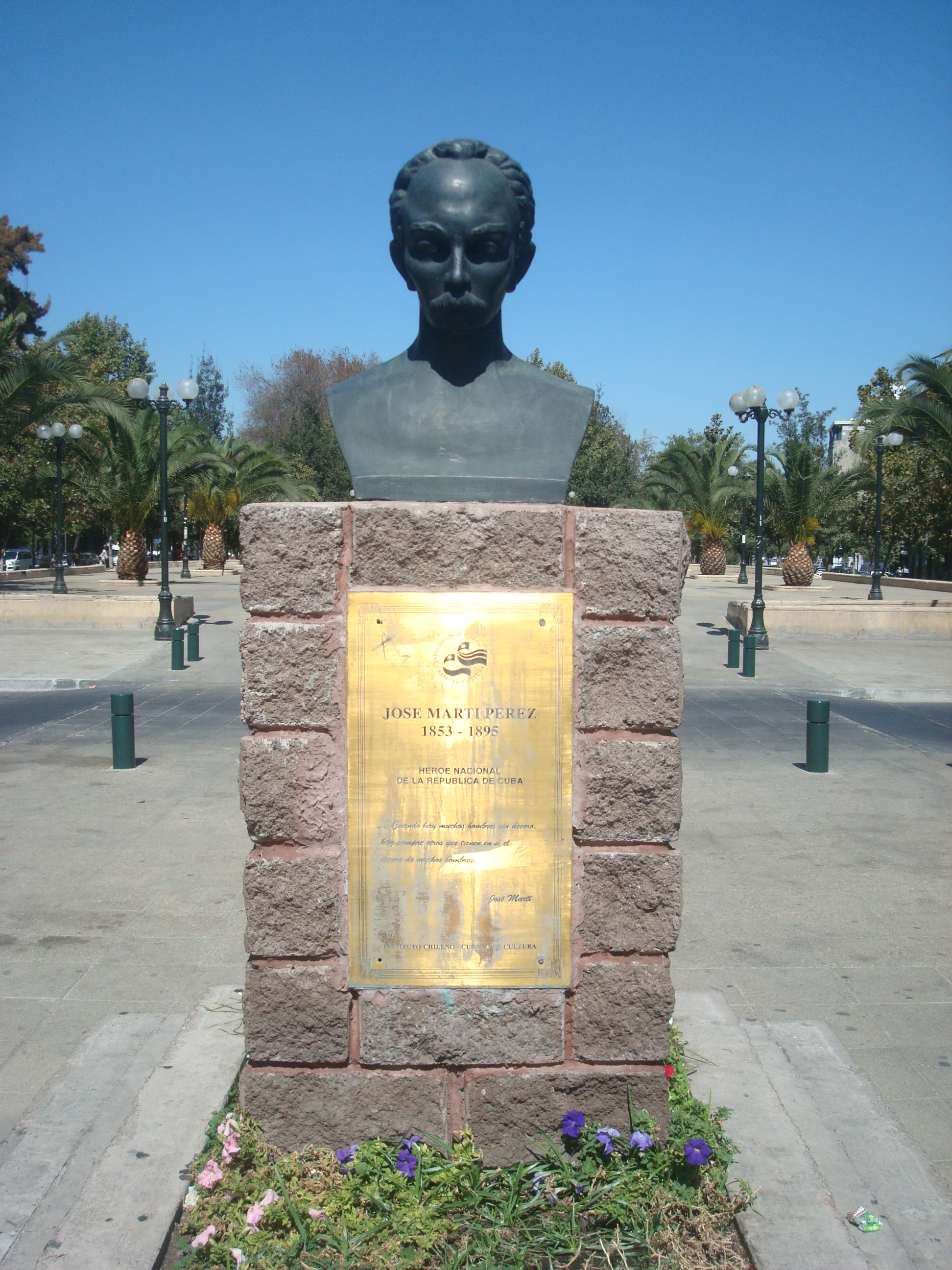
José Martí
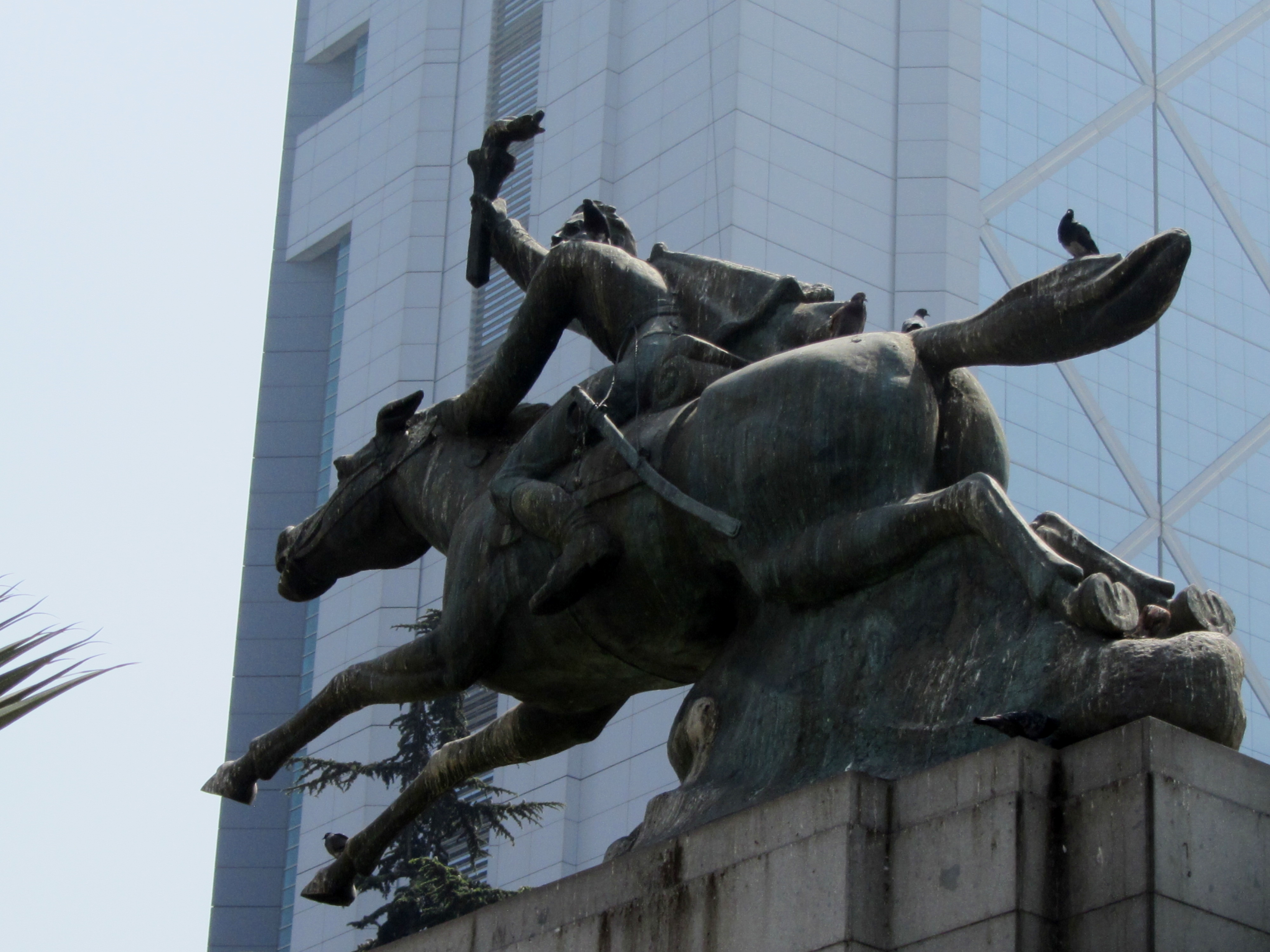
La estatua de Manuel Rodríguez contra la torre Telefónica
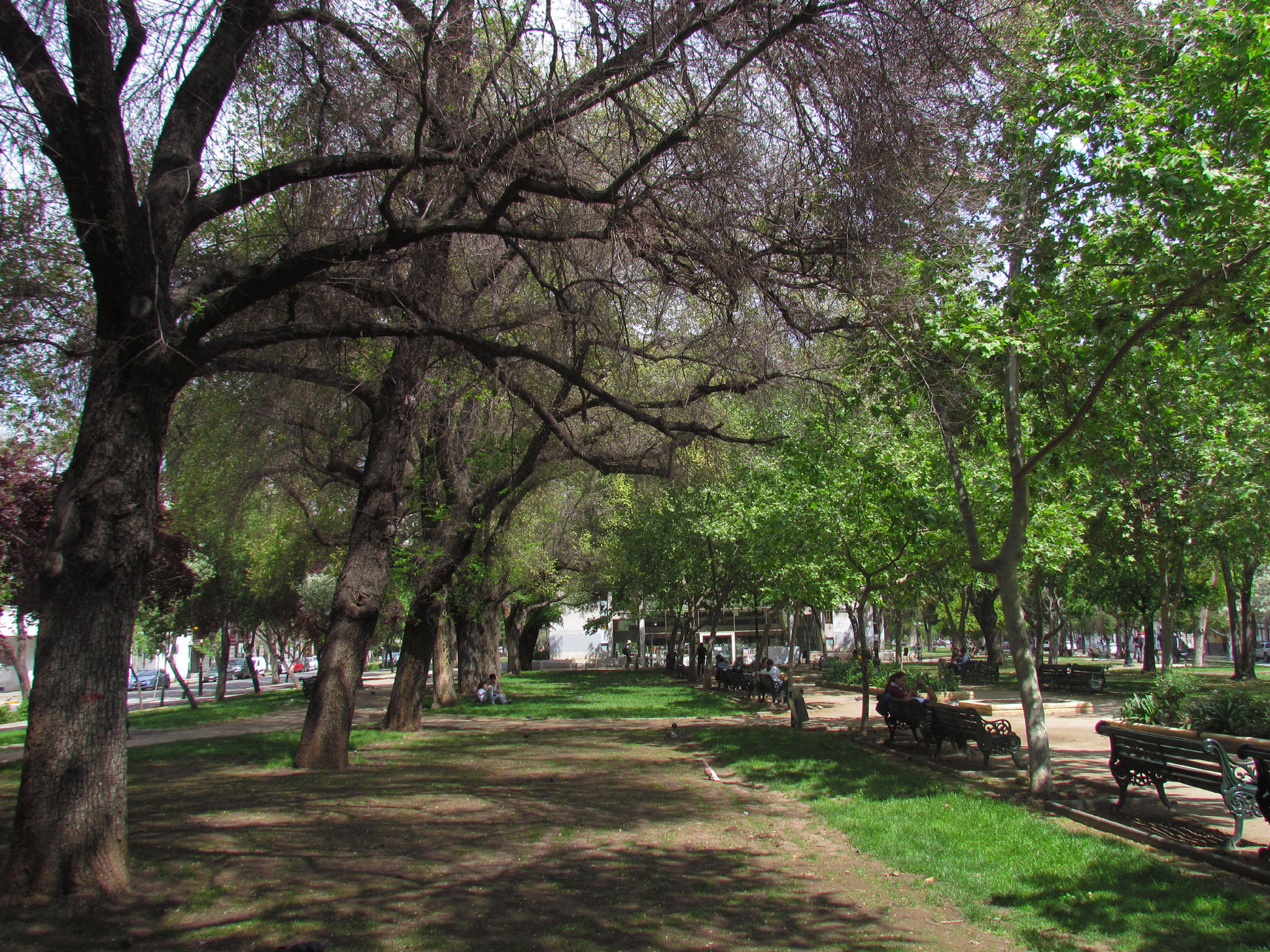
Vegetación en el parque
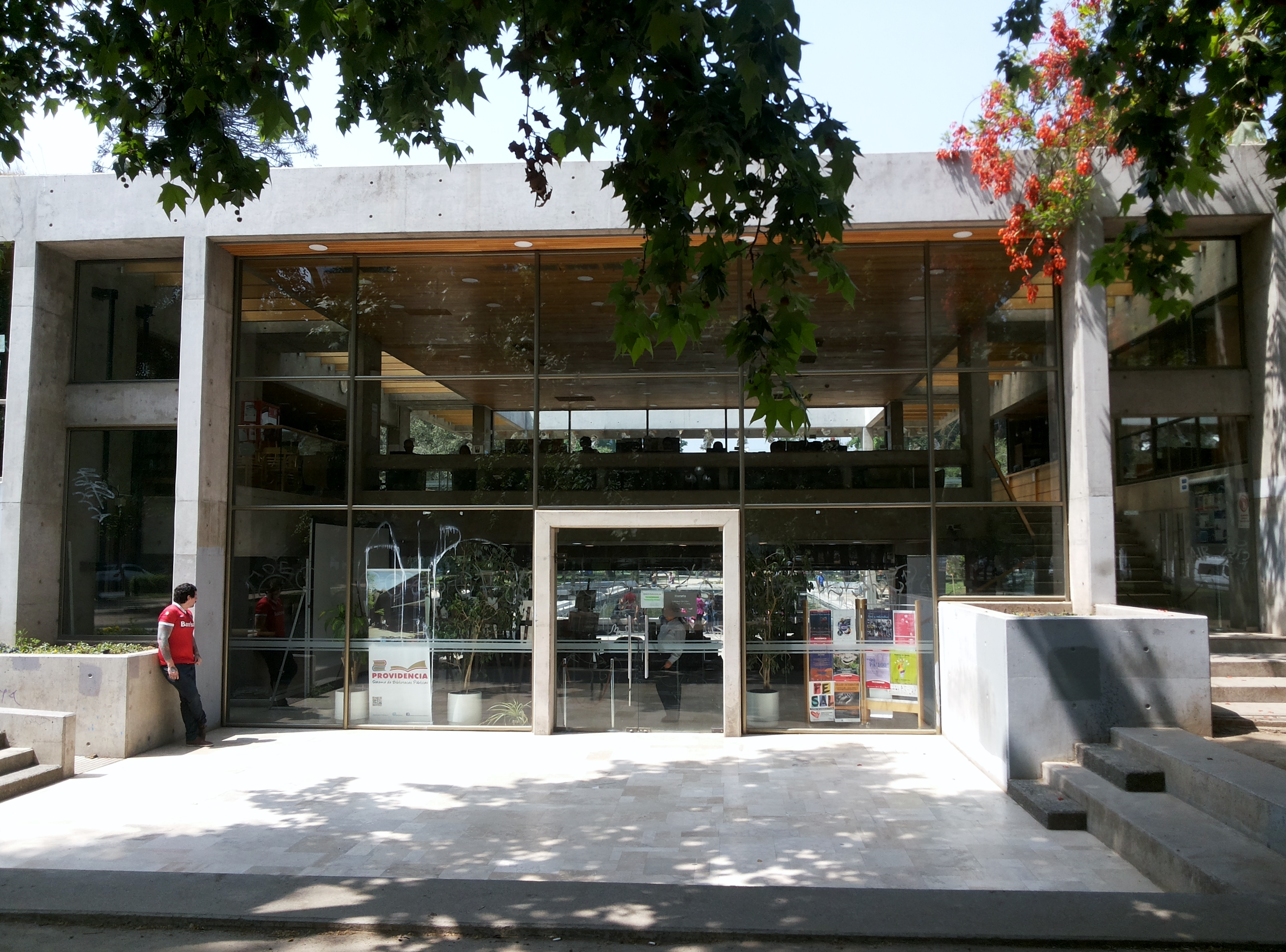
Entrada al Café Literario Parque Bustamante
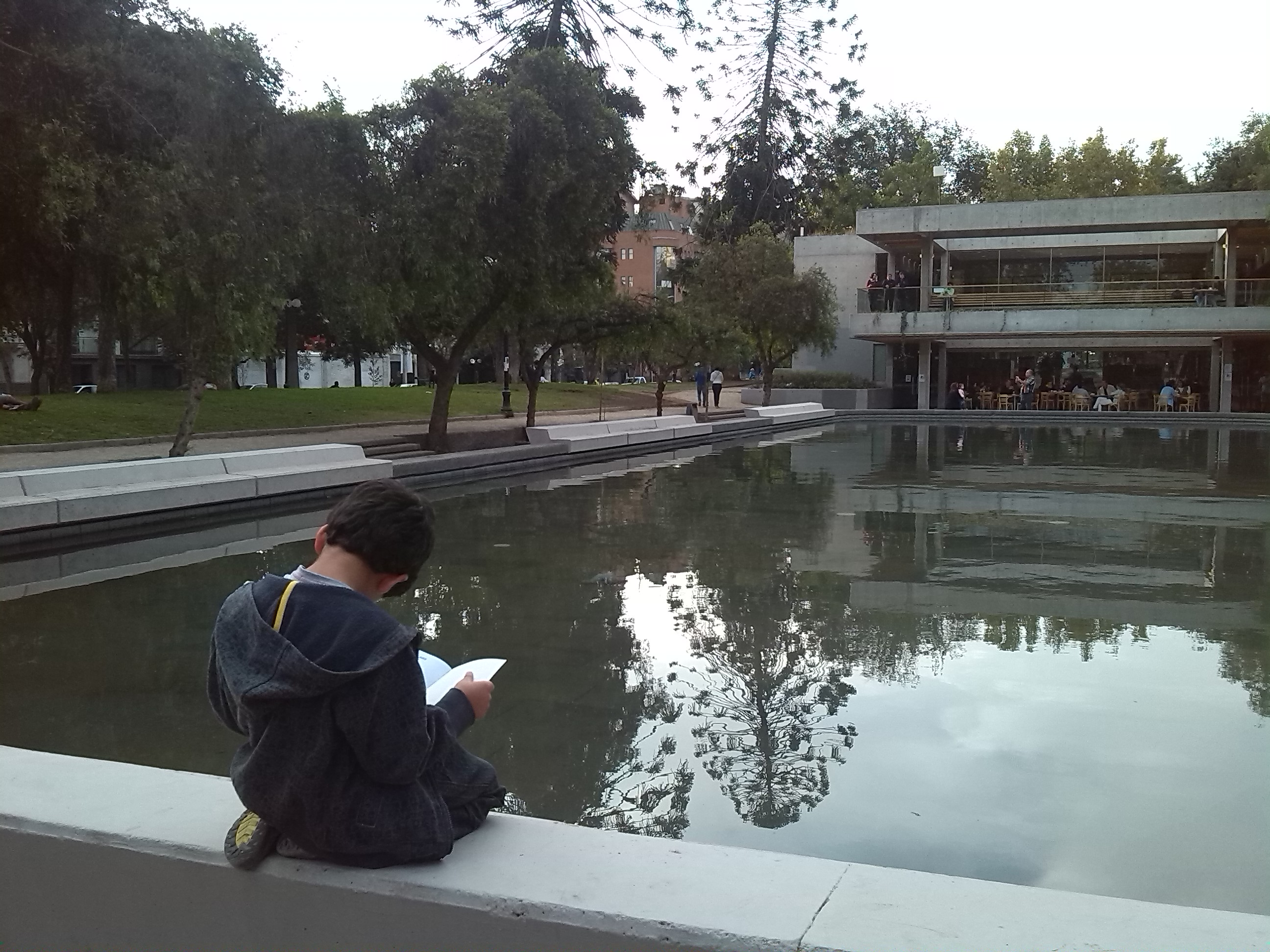
Niño leyendo junto a la pileta
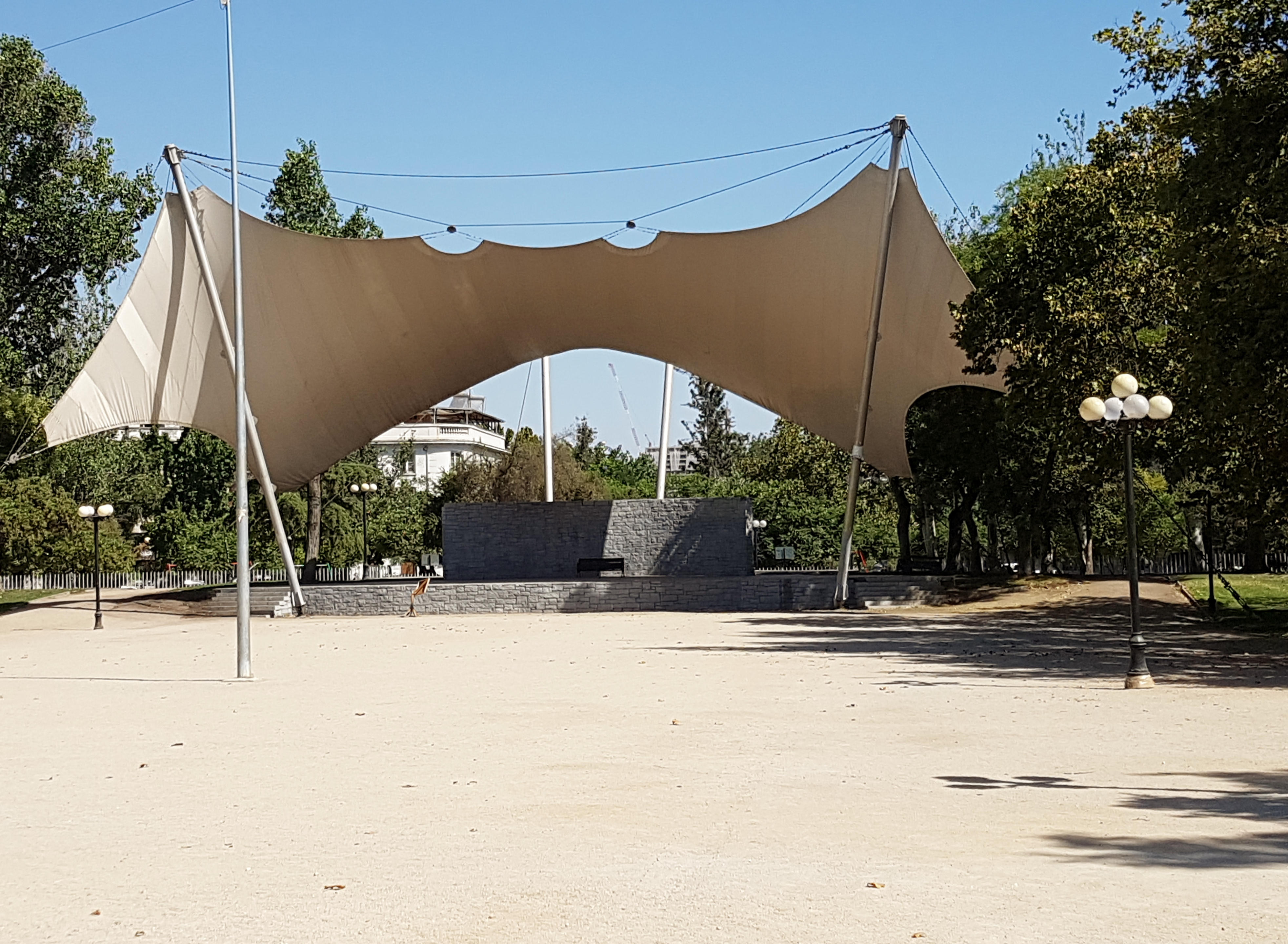
El anfiteatro
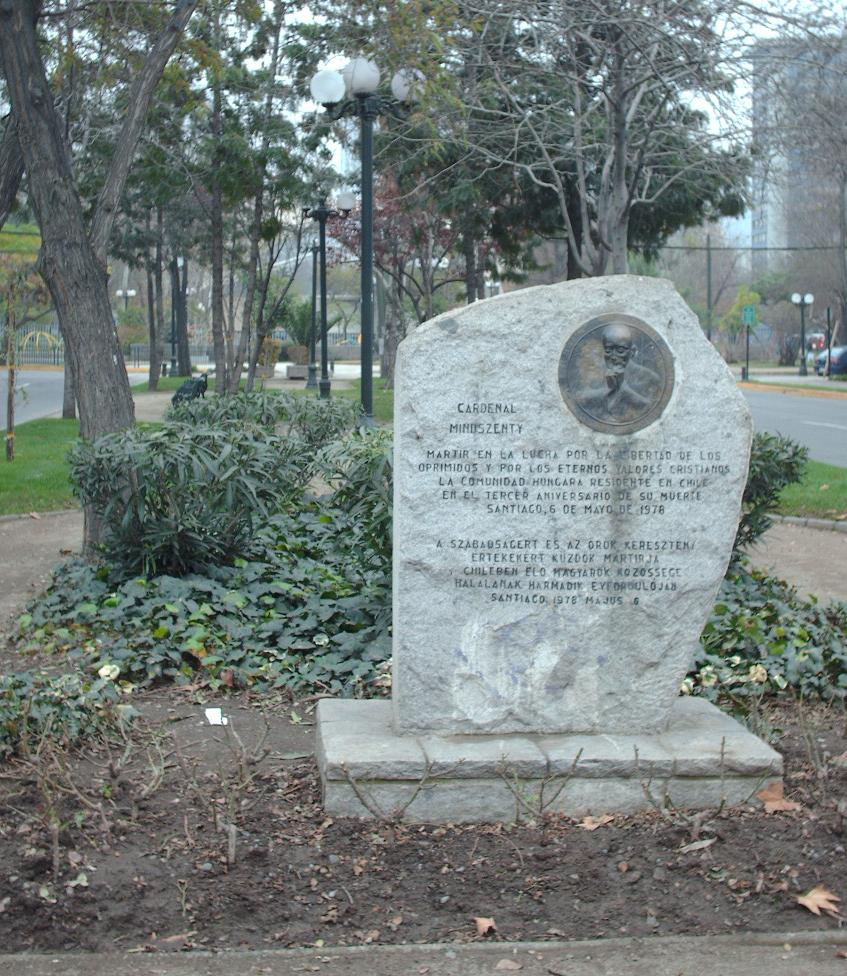
Memorial al cardenal Mindszenty
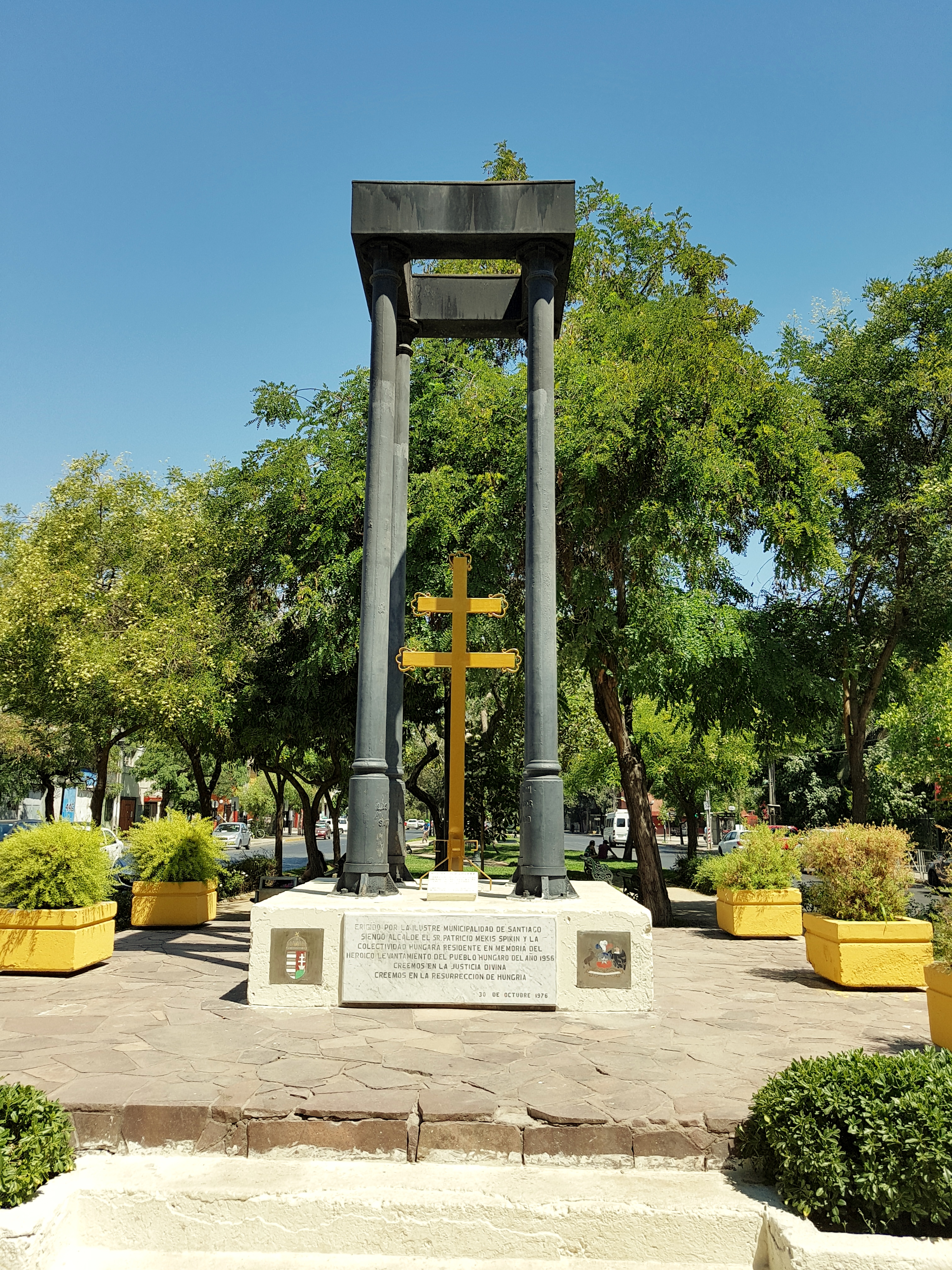
Monumento a la revolución húngara